# 변준민
변준민(1964년 10월 21일 ~ )은 대한민국의 가수, 작사가, 작곡가, 기타 연주자, 컴퓨터 미디 프로그래머, 기업가이다.

## 소속
- maxmp3 대표이사
- 前 명지전문대학 실용음악학과 겸임교수

## 데뷔
1983년 언더그라운드 라이브 클럽에서 록 가수 겸 기타리스트 첫 데뷔하였다.

## 생애
1983년 언더그라운드 라이브 클럽에서 록 음악 가수 겸 기타 연주자 첫 데뷔하였고 2년 후 1985년에는 전원석 김비오, 이승호와아울러 포크 록 밴드 "주사위"의 기타리스트 활동하였으며 1987년에는 가수 김완선의 음반에도 기타 연주자로 참여하였다.